# Bissau-Guinea címere

Bissau-Guinea címere

Bissau-Guinea címerén vörös háttér előtt egy fekete csillag látható, két oldalán pálmaágakkal, alul pedig egy kagylóval. A kagyló fölött, fehér szalagon olvasható az ország mottója: „Unidade, Luta, Progresso” (Egység, harc, fejlődés).